# Rana aurora
Ne doit pas être confondu avec Grenouille à pattes rouges de Californie.
Espèce
Statut de conservation UICN

 LC  : Préoccupation mineure
Rana aurora, Grenouille à pattes rouges, est une espèce d'amphibiens de la famille des Ranidae. Toutes les espèces d'amphibiens semblent en régression dans le monde, pour les raisons mal comprises, mais cette espèce est en outre soumise à la concurrence d'espèces introduites par l'Homme (grenouille-taureau ou Lithobates catesbeianus et Black-bass à petite bouche ou Micropterus dolomieu) sur son aire de répartition

## Répartition
Cette espèce se rencontre dans l'ouest de l'Amérique du Nord, :
- dans le sud-ouest de la Colombie-Britannique y compris sur l'île de Vancouver au Canada ;
- dans le nord-ouest de la Californie, dans l'ouest de l'Oregon et dans l'Ouest de l'État de Washington dans l'ouest des États-Unis.

Elle a été introduite sur l'île Chichagof dans le sud-est de l'Alaska et sur l'île Graham dans l'archipel Haida Gwaii en Colombie-Britannique.

## Publication originale
- Baird & Girard, 1852 : Descriptions of new species of reptiles, collected by the U.S. Exploring Expedition under the command of Capt. Charles Wilkes, U.S.N. First part — Including the species from the western coast of America. Proceedings of the Academy of Natural Sciences of Philadelphia, vol. 6, p. 174-177 (texte intégral).